# Eads
Eads is een plaats (town) in de Amerikaanse staat Colorado, en valt bestuurlijk gezien onder Kiowa County.

## Demografie
Bij de volkstelling in 2000 werd het aantal inwoners vastgesteld op 747.
In 2006 is het aantal inwoners door het United States Census Bureau geschat op 647, een daling van 100 (-13,4%).

## Geografie
Volgens het United States Census Bureau beslaat de plaats een oppervlakte van
1,2 km², geheel bestaande uit land. Eads ligt op ongeveer 1286 m boven zeeniveau.

## Plaatsen in de nabije omgeving
De onderstaande figuur toont nabijgelegen plaatsen in een straal van 48 km rond Eads.